# XV съезд КПК
XV съезд Коммунистической партии Китая проходил 12—18 сентября 1997 года в Пекине.
На съезде присутствовало 2074 делегата, при численности КПК на тот момент более 59 млн человек.

## Обсуждаемые вопросы
Ещё в августе Ли Пэн заявил, что предстоящий XV съезд КПК "наметит значительные изменения в реформировании Китая, движении к открытости и модернизации на путях строительства социалистической экономики".
Цзян Цзэминь выступил с докладом под названием «Высоко неся великое знамя теории Дэн Сяопина, перевести строительство социализма с китайской спецификой на рельсы XXI века». В докладе в освещались историческое место и руководящая роль теории Дэн Сяопина, отмечалось, что в современном Китае только теория Дэн Сяопина, объединившая марксизм с реальностью сегодняшнего Китая и особенностями эпохи и никакая другая теория, может решить перспективы и судьбу социализма.
12 сентября было решено, что частное предпринимательство, которое ранее рассматривалось только как дополнение к социалистической экономической системе, становится одной из составных частей экономики.

## Последствия
Съезд принял решение «О пересмотре Устава КПК», постановил принять теорию Дэн Сяопина в качестве руководящей идеи КПК и внести этот пункт в Устав партии, а также предписал, что компартия Китая считает руководством к действию марксизм-ленинизм, идеи Мао Цзэдуна и теорию Дэн Сяопина. Съезд также принял отчёт о работе Центральной комиссии по проверке дисциплины, избрал новый состав Центрального комитета и Центральную комиссию по проверке дисциплины.
Подчеркнув "исключительно важное значение направляющей роли теории", XV съезд КПК констатировал: поскольку жизнь находится в непрерывном изменении, марксизм, принятый КПК в качестве направляющей теории, "также должен непрерывно развиваться, не может оставаться в застывшем состоянии".

## Внутрипартийная борьба
Укрепление власти
Накануне съезда был исключён из партии обвиняемый в коррупции бывший глава Пекинского горкома КПК и член Политбюро Чэнь Ситун, называемый некоторыми кандидатом в своё время на замену генсеку ЦК КПК Чжао Цзыяну (остранённого в ходе событий 1989 года), которого заменил Цзян Цзэминь. Считается, что смерть Дэн Сяопина в том же 1997 году послужила обострению внутрипартийной борьбы за власть. Некоторые отмечают, что дескать Цзян Цзэминь планировал вернуть на съезде пост председателя партии. Однако уже после смерти Дэна и до съезда появилась петиция Чжао Цзыяна, который поставил в вину партии две ошибки: силовое урегулирование кризисной ситуации 89-го года, и возложение основных полномочий «на ключевую фигуру», что «противоречит учениям Дэна, Мао и Ленина». Одновременно с этим лидеры ВСНП Цяо Ши и НПКСК Ли Жуйхуань выступили за возврат идеи политической реформы. Отмечают, что по результатам съезда значительно укрепила свои позиции так называемая «шанхайская фракция» Цзян Цзэминя.
Вопрос преемника
На традиционной встрече партийных лидеров в августе в Бэйдахэ вмешались ветераны-пенсионеры Ян Шанкунь и Вань Ли, выступившие с тезисами: «сделать упор на единство» и «не надо каким-либо лидерам обязательно добиваться включения своих выдвиженцев».